# Werner Preuss
Werner Preuss (Gardelegen, 1894. szeptember 21. – Westerrönfeld, 1919. március 6.) német katona, vadászpilóta. Az első világháború során hadnagyként szolgált, 22 légi győzelmet ért el. A háború után egy légi balesetben hunyt el.

## Élete
Werner Preuss 1894-ben született a Szász-Anhalt tartománybeli Gardelegen helységében, apja itt dolgozott adófelügyelőként. Középfokú tanulmányait 1907 tavaszáig egy helyi középiskolában végezte, érettségi vizsgáját a holsteini Rendsburg gimnáziumában tette le, érettségi bizonyítványát 1914. augusztus 6-án vette át. Nem sokkal ezt követően, augusztus 14-én önként jelentkezett a holsteini 85. gyalogezredbe kötelékébe és négy hetes kiképzést követően bátyjával, Brunóval együtt a nyugati frontra küldték. 1916. januárjától őrmester. A Verduni harcok során súlyosan megsebesült és időlegesen lebénult, egy évig kórházi kezelésre szorult, amíg megfelelően rendbe nem jött.
Felépülését követően pilótának jelentkezett a Német Császári Légierőhöz (Luftstreitkräfte), 1917. szeptember 20-án vette kezdetét kiképzése Posenben. Októberben sikeresen teljesítette gyakorlati vizsgáit, majd egy rövid kurlandi továbbképzést követően 1917 decemberében visszakerült a nyugati frontra. Kezdetbe felderítő pilótaként szolgált, majd vadászpilótaként a Jasta 66 repülőszázadhoz került.
1918. június 4-én aratta első légi győzelmét Château-Thierry térségében, majd ezt júliusban további hét igazolt győzelem követett, ebben a hónapban érdemelte ki a német Vaskereszt első osztályát. 1918. szeptember 19-től a háború végéig a Jasta 66 parancsnoka. A háború végéig összesen huszonkét igazolt légi győzelmet ért el. Eredményei által jogosulttá vált a legmagasabb német kitüntetésre, a Pour le Mérite érdemrendre, de egy róla készült fotó kivételével nincs rá bizonyíték, hogy részesült volna ebben az elismerésben.
A háború befejezését követően leszerelt, 1919. február 13-án csatlakozott a Freikorps Schleswig-holsteini szervezetéhez. 1919. március 6-án egy légi balesetben hunyt el Westerrönfeld közelében. 